# Vieux-Moulin (Vosges)
Pour les articles homonymes, voir Vieux-Moulin.
Vieux-Moulin est une commune française située dans le département des Vosges, en région Grand Est. Ses habitants s'appellent des viducalinois(es).

## Géographie

### Localisation
La commune est à 1,7 km de Senones, 2,4 de Les Chacheux et 2,6 de Ménil-de-Senones.

### Géologie et relief
Le socle hercynien du massif des Vosges comporte un certain nombre de roches volcaniques (andésites, orthophyres, kératophyres,...) et pyroclastiques (tufs et brèches) variées,,,.
L'altitude de la commune varie entre 355 et 400 mètres.

### Sismicité
Commune située dans une zone 3 de sismicité modérée.
| La Petite-Raon |                  | Le Mont |
| Senones        | Vieux-Moulin     | Le Puid |
|                | Ménil-de-Senones | Châtas  |

### Hydrographie et les eaux souterraines
Hydrogéologie et climatologie : Système d’information pour la gestion des eaux souterraines du bassin Rhin-Meuse :
Territoire communal : Occupation du sol (Corinne Land Cover); Cours d'eau (BD Carthage),
Géologie : Carte géologique; Coupes géologiques et techniques,
 Hydrogéologie : Masses d'eau souterraine; BD Lisa; Cartes piézométriques.
La commune est située dans le bassin versant du Rhin au sein du bassin Rhin-Meuse. Elle est drainée par le ru de Grandrupt, le ruisseau du Voe, le ruisseau du Vieux Moulin et le ruisseau le Courade,.
Le ru de Grandrupt, d'une longueur totale de 10,2 km, prend sa source dans la commune de Grandrupt et se jette dans le Rabodeau à La Petite-Raon, aprèLs avoir traversé quatre communes.

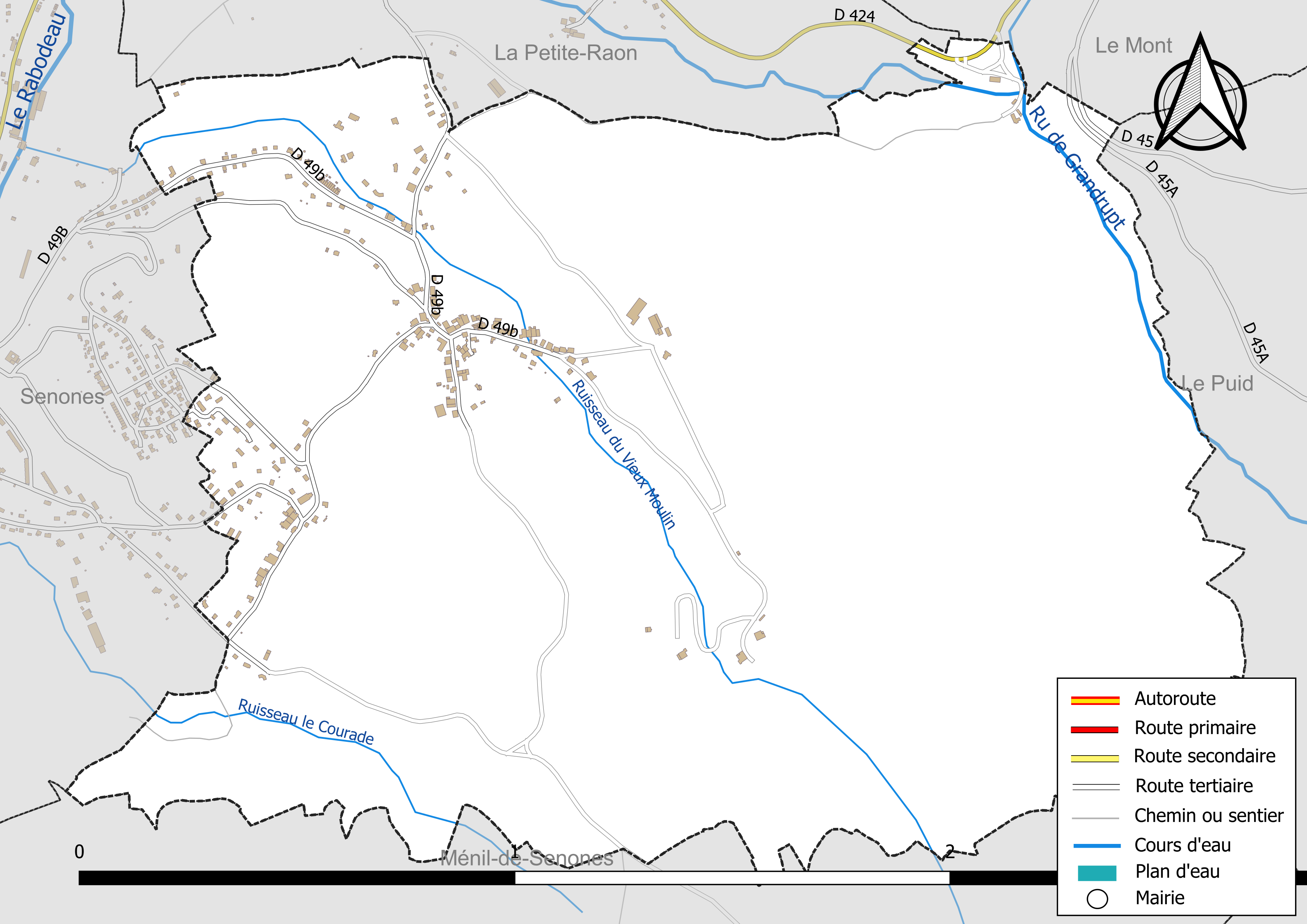
Réseaux hydrographique et routier de Vieux-Moulin.

La qualité des cours d’eau peut être consultée sur un site dédié géré par les agences de l’eau et l’Agence française pour la biodiversité.

### Climat
Pour des articles plus généraux, voir Climat du Grand Est et Climat des Vosges.
En 2010, le climat de la commune est de type climat de montagne, selon une étude du Centre national de la recherche scientifique s'appuyant sur une série de données couvrant la période 1971-2000. En 2020, Météo-France publie une typologie des climats de la France métropolitaine dans laquelle la commune est exposée à un climat semi-continental et est dans la région climatique  Vosges, caractérisée par une pluviométrie très élevée (1 500 à 2 000 mm/an) en toutes saisons et un hiver rude (moins de 1 °C).
Pour la période 1971-2000, la température annuelle moyenne est de 9,3 °C, avec une amplitude thermique annuelle de 16,9 °C. Le cumul annuel moyen de précipitations est de 1 147 mm, avec 12,7 jours de précipitations en janvier et 10,6 jours en juillet. Pour la période 1991-2020, la température moyenne annuelle observée sur la station météorologique de Météo-France la plus proche, « Ban-de-Sapt », sur la commune de Ban-de-Sapt à 6 km à vol d'oiseau, est de 10,3 °C et le cumul annuel moyen de précipitations est de 1 027,3 mm. 
La température maximale relevée sur cette station est de 36,9 °C, atteinte le 7 août 2015 ; la température minimale est de −17 °C, atteinte le 19 décembre 2009,,.
Les paramètres climatiques de la commune ont été estimés pour le milieu du siècle (2041-2070) selon différents scénarios d'émission de gaz à effet de serre à partir des nouvelles projections climatiques de référence DRIAS-2020. Ils sont consultables sur un site dédié publié par Météo-France en novembre 2022.

## Urbanisme

### Typologie
Au 1er janvier 2024, Vieux-Moulin est catégorisée bourg rural, selon la nouvelle grille communale de densité à sept niveaux définie par l'Insee en 2022.
Elle appartient à l'unité urbaine de Moyenmoutier, une agglomération intra-départementale regroupant six  communes, dont elle est une commune de la banlieue,,. Par ailleurs la commune fait partie de l'aire d'attraction de Saint-Dié-des-Vosges, dont elle est une commune de la couronne,. Cette aire, qui regroupe 47 communes, est catégorisée dans les aires de 50 000 à moins de 200 000 habitants,.

## Toponymie
Le nom de la localité est attesté sous les formes Le Vieux Moulin (1695) ; Vieux-Moulins (1751) ; Vieumoulin (XVIIIe siècle).

En patois « Vieux-Moulin » se prononce Vi Moli.
Le nom du village vient de la présence d'un moulin à eau.
 
Il faut faire cependant une place à part au toponyme « Vieux Moulin ». C’est par dizaines que l’on en relève des exemples dans presque tous les départements. Il y aurait à tenter une étude, qui ferait apparaître la densité de
l’implantation des moulins à eau ou à vent. Plus délicate serait sans doute l’interprétation de « vieux » : s’agit-il d’un établissement simplement ancien, l'ancien moulin situé au hameau Les Frenots sur le ruisseau des Gollots, ou d'un moulin véritablement hors d’usage, et remplacé.
Le hameau des Frenots, attesté sous la forme Au Feurnot en 1821, porterait son nom quant aux Frênes.
Le Plateau Saint-Maurice de sa hauteur par rapport au centre du village et par la dédicace de l'église paroissiale Saint Maurice, dont la circonscription comprenait Ménil, Senones et Vieux-Moulin.
Pour le Senneçon, il semble que cela vienne d'une déformation de Senones vers lequel le hameau tend. Ce nom pourrait venir de celui du peuple gaulois des Sénons, « les Anciens » (du gaulois senos signifiant « vieux, ancien ») qui, avant de fonder Sens près de l'Yonne, auraient pu passer par les Vosges en venant de l'Est et laisser quelques implantations sur leur passage. Ou du nom de plante Séneçon qui dérive du latin Senex, senecio qui signifie « vieillard ».

## Histoire
Vieux-Moulin faisait partie du domaine de l'abbaye de Senones depuis le VIIe siècle et l'arrivée de Saint Gondelbert, les territoires abbatiaux sont devenus ensuite comté de Salm le 29 septembre 1571 (coût d'Etat des comtes protestants contre l'abbaye catholique) puis principauté de Salm (Saint-Empire Romain Germanique) à partir du 8 janvier 1623 lorsque le comte abjure le protestantisme en échange de l'érection en principauté de ses terres. La commune s'est agrandie d'une partie de l'ancien village de Saint-Maurice-lès-Senones.
En 1678 on détacha de la paroisse Saint-Maurice-de Senones les villages de Saint-Jean-du-Mont, Le Saulcy, Belval, Le Mont, Le Puid, Le Vermont et Le Harcholet pour en faire la paroisse de Saint-Jean-du-Mont.
Le 2 mars 1793, la Principauté de Salm à laquelle le village appartient est annexée à la République française, après un blocus économique (la principauté était totalement enclavée dans le territoire français, ne pouvant plus vendre ses bois et métaux en échange de nourriture en suffisance). Les impôts y étaient plus bas qu'en France et le prince Constantin-Alexandre avait même réduit le train de vie de sa Cour pour ne pas les augmenter, mais pour ne pas mourir de faim, les salmiens renoncent à leur indépendance.
Le 2 août 1914 à 17h, le tocsin sonne partout dans la vallée du Rabodeau: la mobilisation générale est décrétée. Après plusieurs vastes offensives sur les montagnes Vosgiennes, le front s'enterre en septembre et se fixe: les allemands tiennent Senones, la Roche Mère Henry, Vieux-Moulin et Ménil, ainsi que Laître et une partie de Ban-de-Sapt et Châtas; les francais tiennent la crête de Moyenmoutier, La Prelle, Les Voitines, La Forain, Le Paire et La Chapelle, Le Palon et La Fontenelle ainsi que le reste de Ban-de-Sapt jusqu'au col d'Hermanpaire. La vallée est coupée en 2 et Vieux-Moulin en plus de la proximité avec le front subira l'occupation et les réquisitions allemandes durant toute la guerre. Les messes et offices de la semaine Sainte et de Pâques 1916 sont interdites à Senones par l'armée allemande (à majorité protestante, et ayant peur des foules), les senonais se rendent à l'Eglise Saint-Maurice de Vieux-Moulin pour vivre les sacrements. Le 11 novembre 1918, l'armistice prend effet.
Dans la nuit du 5 au 6 octobre 1944, après l'échec de l'opération Loyton, le village a été, comme d'autres communes de la vallée, cerné par l'armée allemande appliquant la stratégie de la terre brûlée (les alliés étant à Rambervillers). Tous les hommes valides ont été arrêtés, parqués au château de Belval (Le Saulcy) avec des centaines d'hommes principalement de Senones et Ménil ainsi que d'autres villages de la vallée, puis déportés au matin vers le camp de concentration de Dachau en passant par la gare de Rothau, de l'autre côté du Hantz. Trente-trois hommes (les hommes valides, de 16 à 60 ans, trouvés lors de la grande arrestation) ont été emmenés, sept seulement sont revenus pour une population de moins de 250 personnes... En même temps, une grande partie du village a été incendiée.

## Économie

### Entreprises et commerces

#### Agriculture
- Agriculture : pâturages, bovins, apiculture, aviculture.

Culture de fruits à pépins et à noyau.
Élevage de vaches laitières.
Élevage d'autres bovins et de buffles.
Élevage de volailles
- Sylviculture : forêts d'exploitation.

#### Tourisme

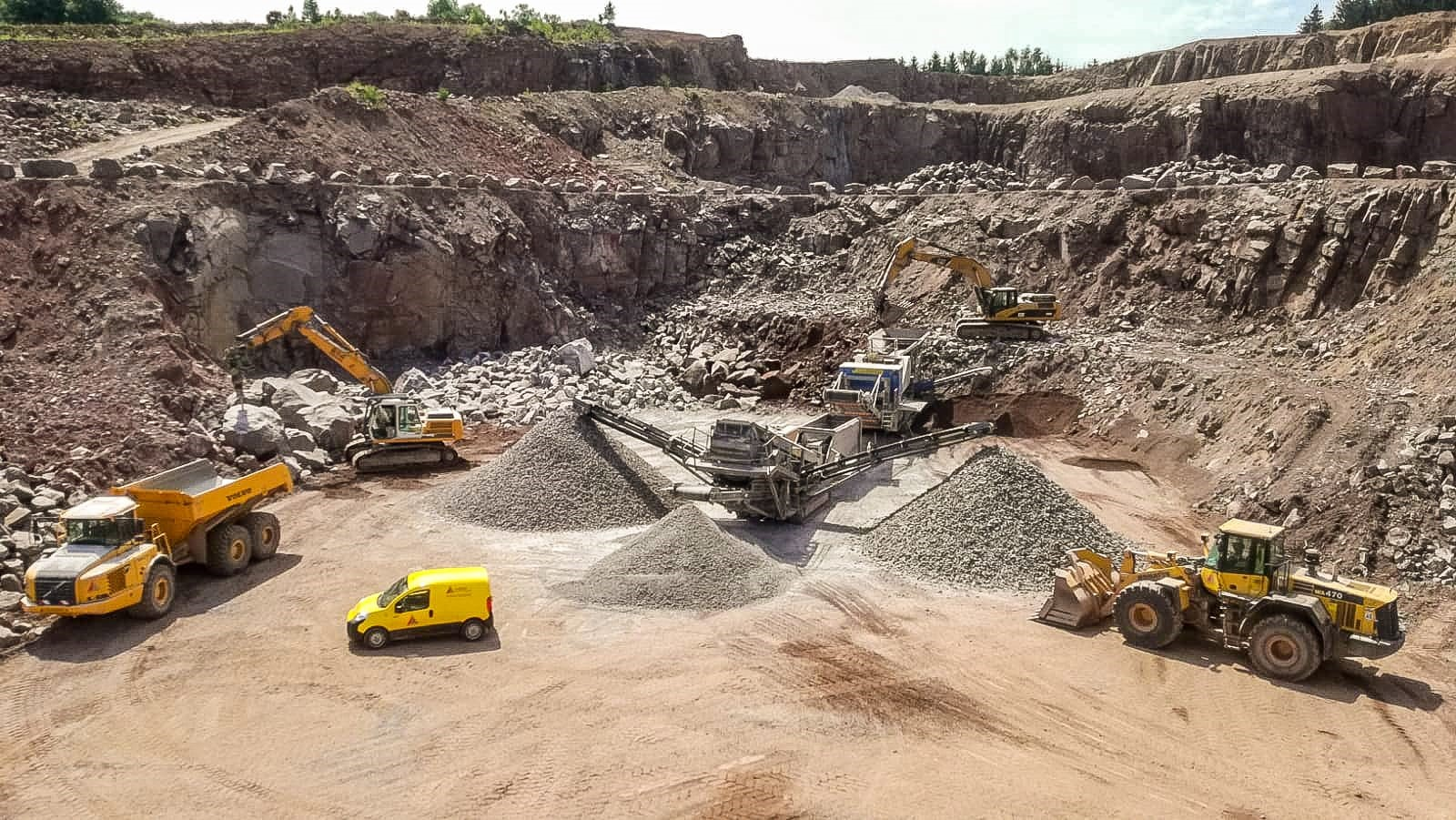
Carrière de granite rouge corail.

- Hébergements et restauration à Senones, Belval, Grandrupt, Denipaire, La Voivre, Raon-l'Étape.
- Bar (L'abreuvoir)[28].

#### Commerces et services
- Industrie : sablière, carrières de granit[29].
- Commerce et services de proximité : Animalerie d'oiseaux (Les oiseaux de Vieux Moulin), Esthéticienne, Garage; Industrie laitière (les yaourts de Salm)[30].

## Politique et administration

### Budget et fiscalité 2022

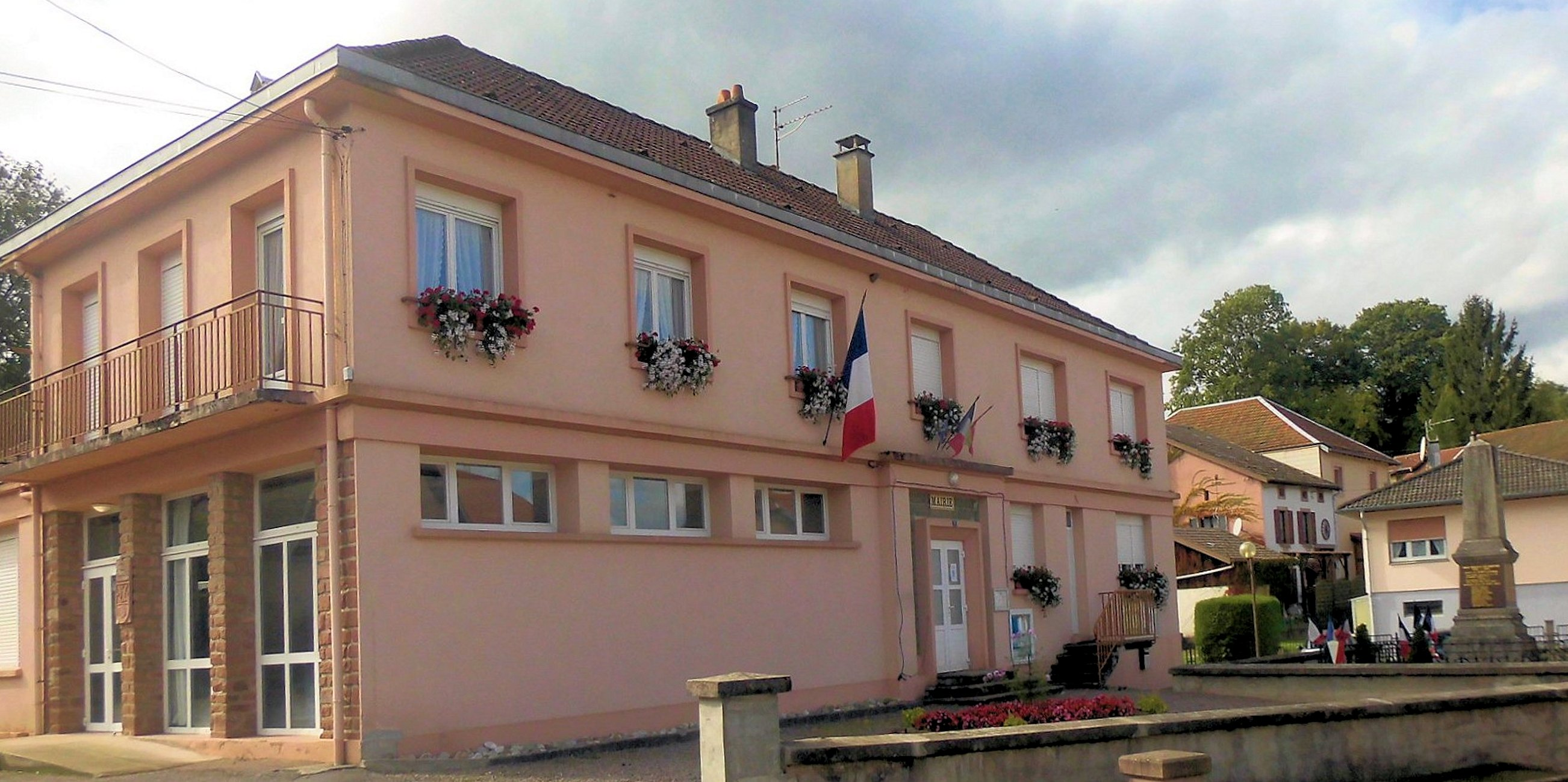
La mairie.

En 2022, le budget de la commune était constitué ainsi :
- total des produits de fonctionnement : 163 000 €, soit 511 € par habitant ;
- total des charges de fonctionnement : 105 000 €, soit 329 € par habitant ;
- total des ressources d'investissement : 23 000 €, soit 72 € par habitant ;
- total des emplois d'investissement : 17 000 €, soit 54 € par habitant ;
- endettement : 58 000 €, soit 182 € par habitant.

Avec les taux de fiscalité suivants :
- taxe d'habitation : 14,31 % ;
- taxe foncière sur les propriétés bâties : 30,53 % ;
- taxe foncière sur les propriétés non bâties : 11,01 % ;
- taxe additionnelle à la taxe foncière sur les propriétés non bâties : 0,00 % ;
- cotisation foncière des entreprises : 0,00 %.

Chiffres clés Revenus et pauvreté des ménages en 2021 : médiane en 2021 du revenu disponible, par unité de consommation : 21 530 €.

### Liste des maires
| Période                                  | Période                  | Identité          | Étiquette | Qualité     |
| ---------------------------------------- | ------------------------ | ----------------- | --------- | ----------- |
| Les données manquantes sont à compléter. |                          |                   |           |             |
| vers 1700                                |                          | Nicolas Mathieu   |           |             |
| avant 1726                               |                          | Joseph Mathieu    |           |             |
| 195?                                     | 19??                     | André Scheidel    |           |             |
| 19??                                     | 1989                     | René-Jean Claudel |           | Cultivateur |
| mars 1989                                | En cours (au 11/07/2023) | Jean-Louis Ropp   |           | Aviculteur  |

## Population et société

### Démographie

#### Évolution démographique
L'évolution du nombre d'habitants est connue à travers les recensements de la population effectués dans la commune depuis 1793. Pour les communes de moins de 10 000 habitants, une enquête de recensement portant sur toute la population est réalisée tous les cinq ans, les populations de référence des années intermédiaires étant quant à elles estimées par interpolation ou extrapolation. Pour la commune, le premier recensement exhaustif entrant dans le cadre du nouveau dispositif a été réalisé en 2007.

En 2022, la commune comptait 321 habitants, en évolution de −2,13 % par rapport à 2016 (Vosges : −2,96 %, France hors Mayotte : +2,11 %).
| 1793 | 1800 | 1806 | 1821 | 1831 | 1836 | 1841 | 1846 | 1856 |
| ---- | ---- | ---- | ---- | ---- | ---- | ---- | ---- | ---- |
| 277  | 275  | 293  | 275  | 318  | 346  | 329  | 322  | 289  |

| 1861 | 1866 | 1876 | 1881 | 1886 | 1891 | 1896 | 1901 | 1906 |
| ---- | ---- | ---- | ---- | ---- | ---- | ---- | ---- | ---- |
| 273  | 308  | 308  | 333  | 381  | 383  | 406  | 440  | 426  |

| 1911 | 1921 | 1926 | 1931 | 1936 | 1946 | 1954 | 1962 | 1968 |
| ---- | ---- | ---- | ---- | ---- | ---- | ---- | ---- | ---- |
| 475  | 306  | 319  | 338  | 388  | 306  | 281  | 301  | 272  |

| 1975 | 1982 | 1990 | 1999 | 2006 | 2007 | 2012 | 2017 | 2022 |
| ---- | ---- | ---- | ---- | ---- | ---- | ---- | ---- | ---- |
| 286  | 249  | 288  | 290  | 305  | 307  | 336  | 320  | 321  |

### Enseignement
Établissements d'enseignements : 
- Écoles maternelles et primaires à Senones, Moussey, Belval, Ban de Sapt.
- Collèges à Senones, Raon-L'Etape, Provenchères-et-Colroy, Saint-Dié-des-Vosges.
- Lycées à Saint-Dié-des-Vosges.

### Santé
Professionnels et établissements de santé :
- Médecins à Senones, Moyenmoutier, Celles-sur-Plaine, Étival-Clairefontaine.
- Pharmacies à Senones, Moyenmoutier, Celles-sur-Plaine, Saales.
- Hôpitaux à Moyenmoutier, Badonviller, Rothau, Baccarat, Saint-Dié.

### Cultes
- Culte catholique, Paroisse Saint-Maurice-du-Rabodeau[39], Diocèse de Saint-Dié.

## Culture locale et patrimoine

### Lieux et monuments
- Ancien moulin à eau.

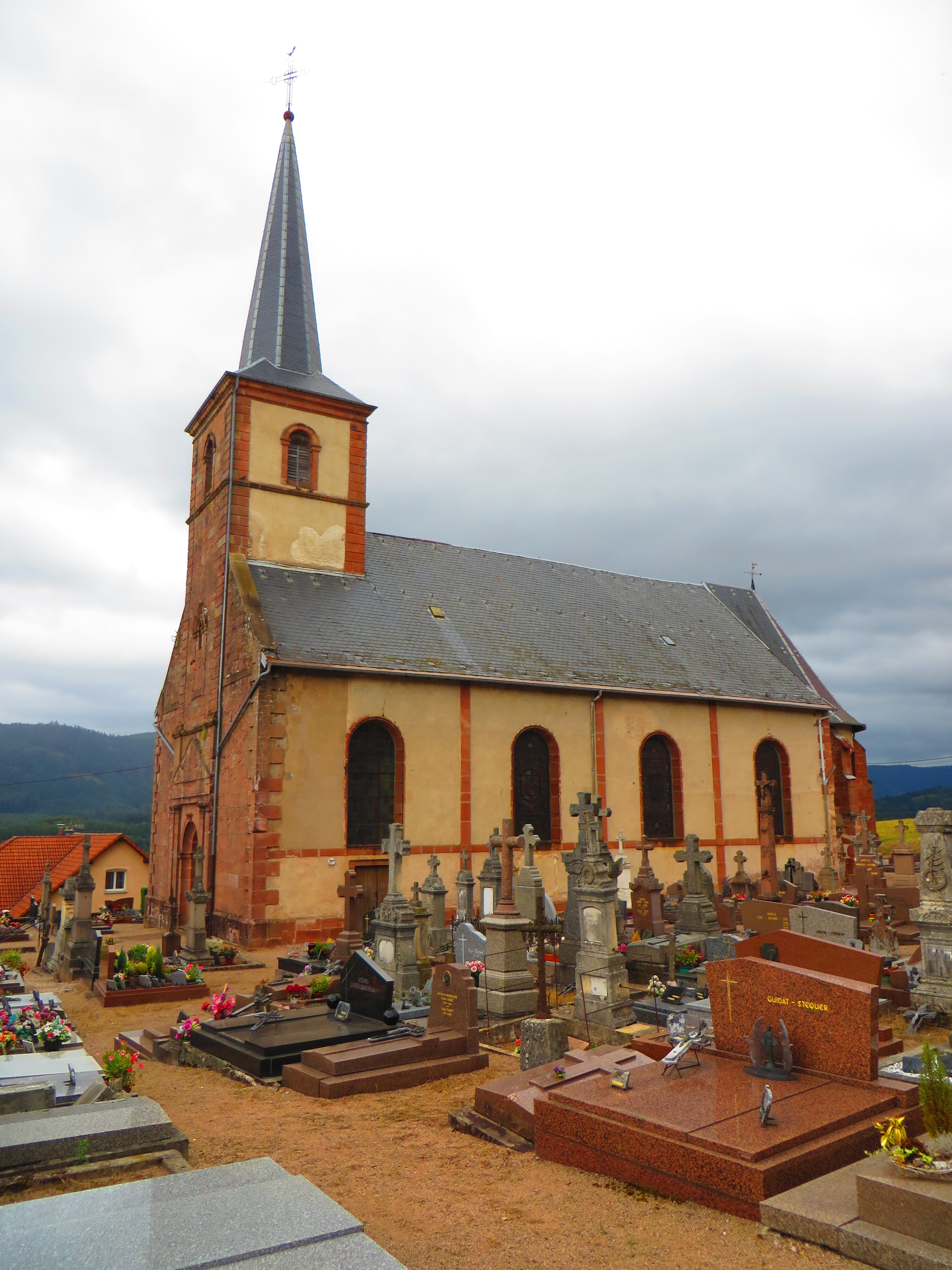
L'église saint Maurice du Vieux Moulin

- Église Saint-Maurice XIXe siècle, reconstruite en 1749, l'église fut le siège de la paroisse de Senones jusqu'en 1860, partagée avec Ménil-de-Senones[40].
- Monument aux morts[41]. Cet obélisque sur socle est décoré de la Croix de Guerre, et monument de la déportation[42]. Des cendres de Dachau y sont déposés

### Culture locale

#### Rivalité avecMénil
Un dicton en patois, utilisé encore quelquefois au siècle dernier par les habitants de Vieux-Moulin disait, pour qualifier le ménilois de moqueurs et d'orgueilleux: 
"ki vé é minhni san êt' moké, vé é Péri san se r'touné"
"Qui va à Ménil sans être moqué, va à Paris sans se retourner"

#### Autres dictons patoisants
La plupart de ces dictons sont donnés par Marc Brignon dans ses ouvrages sur le patois local, ces dictons varient de villages en villages et sont ceux donnés par les habitants de vieux moulin qui parlaient encore un peu patois à la fin du XXe siècle.
"i bran d'trouan vâ ènn jouneille d'bô'n ôvré": un instant de fainéant vaut une journée de travailleur (un fainéant dépense autant d'énergie chaque instant qu'un honorable travailleur en une journée)
"ô knon li bonz ovréï é lé taille": on reconnait les bons ouvriers à la table (au peu de temps qu'ils y passent)
"min d'pètt": main de chiffon (désigne les personnes précieuses et délicates qui refusent de se salir)
"vôrâ meu li chorchi lo dô ké d'li rinpié lé panss" : vaudrait mieux lui charger le dos que de lui remplir la panse (se dit des gloutons et/ou des ivrognes)
"ké pran so vozi rég'voss sô jodi": qui prend son voisin rengrosse son jardin (qui se marie avec un autre viducalinois assure un bon patrimoine)
"ô n'heuch mi ènn vèch "vèch" san k'èl n'in n'évoeus li tèch": on n'appelle pas un vache "vache" sans qu'elle n'en ait les tâches (quand on critique une personne, ce n'est pas pour rien)
"lé piou do méti n'ébach mi lo pèlri" : la pluie du matin n'ébahit pas le pèlerin (la météo ne doit jamais faire peur et modifier les activités prévues)
"s'o lo pieuvi dé sin jan, s'i n'vyin mi évan, i vyin éprè": c'est le pleuvain de Saint Jean: s'il ne vient pas avant, il vient après (une bonne pluie de plusieurs jours ("pleuvain") vient toujours avant ou après la Saint Jean (24 juin)
"tinâr in mârs, lô mârkeur di élâss": Tonnerre en mars, le vacher (marcaire) dit hélas (tonnerre en mars vaut risque de grêle sur les bourgeons et des récoltes mauvaises)
"wôrch noué, bianch pâk": Vert Noël, blanche Pâques (pas de neige à Noël vaut grêle à Pâques)
"Frâd pâm, châd pâk": Froids Rameaux, Chaude Pâques (dimanche des Rameaux froid, dimanche de Pâques chaud)

### Héraldique
| Blason de Vieux-Moulin | Blason  | Coupé : au 1er de gueules à deux saumons adossés d'argent cantonnés de quatre croisettes du même, au 2d d'argent à une roue de moulin de sable, les augettes du champ, posée sur une rivière d'azur mouvant de la pointe et se déversant du même à dextre. |
| Blason de Vieux-Moulin | Détails | Le premier est aux armes de la principauté de Salm, dont dépendait le village, et le second évoque le nom de la commune. Le statut officiel du blason reste à déterminer.                                                                                  |

## Pour approfondir